# کریستینا سامپانیدیس
کریستینا سامپانیدیس (انگلیسی: Christina Sampanidis؛ زادهٔ ۵ دسامبر ۱۹۸۸) بازیکن فوتبال اهل آلمان است.
از باشگاه‌هایی که در آن بازی کرده‌است می‌توان به باشگاه فوتبال زنان بایر ۰۴ لورکوزن و باشگاه فوتبال پائوک اشاره کرد.
وی همچنین در تیم‌های ملی فوتبال Serbia women's national football team، و Serbia women's national football team، بازی کرده‌است.